# 陳明飛
陳明飛（1961年—），2020年就任國立彰化師範大學校長，曾任國立彰化師範大學工學院機電工程學系教授。畢業於國立臺灣科技大學機械工程系學士、國立臺灣科技大學工程技術研究所碩士以及阿亨工業大學流體傳動與控制研究所博士班，曾任經濟部科技顧問室研究員、行政院原子能委員會核能研究所研究助理，曾任教於國立彰化師範大學（擔任副校長）、大葉大學、國立中山大學，研究領域包含機械、軟體、系統設計及人工智慧等。